# Bitwa nad Bregałnicą
Bitwa nad Bregałnicą – bitwa w czasie II wojny bałkańskiej, stoczona w dniach 30 czerwca – 9 lipca 1913 roku, pomiędzy armią bułgarską a połączonymi siłami serbsko-czarnogórskimi.

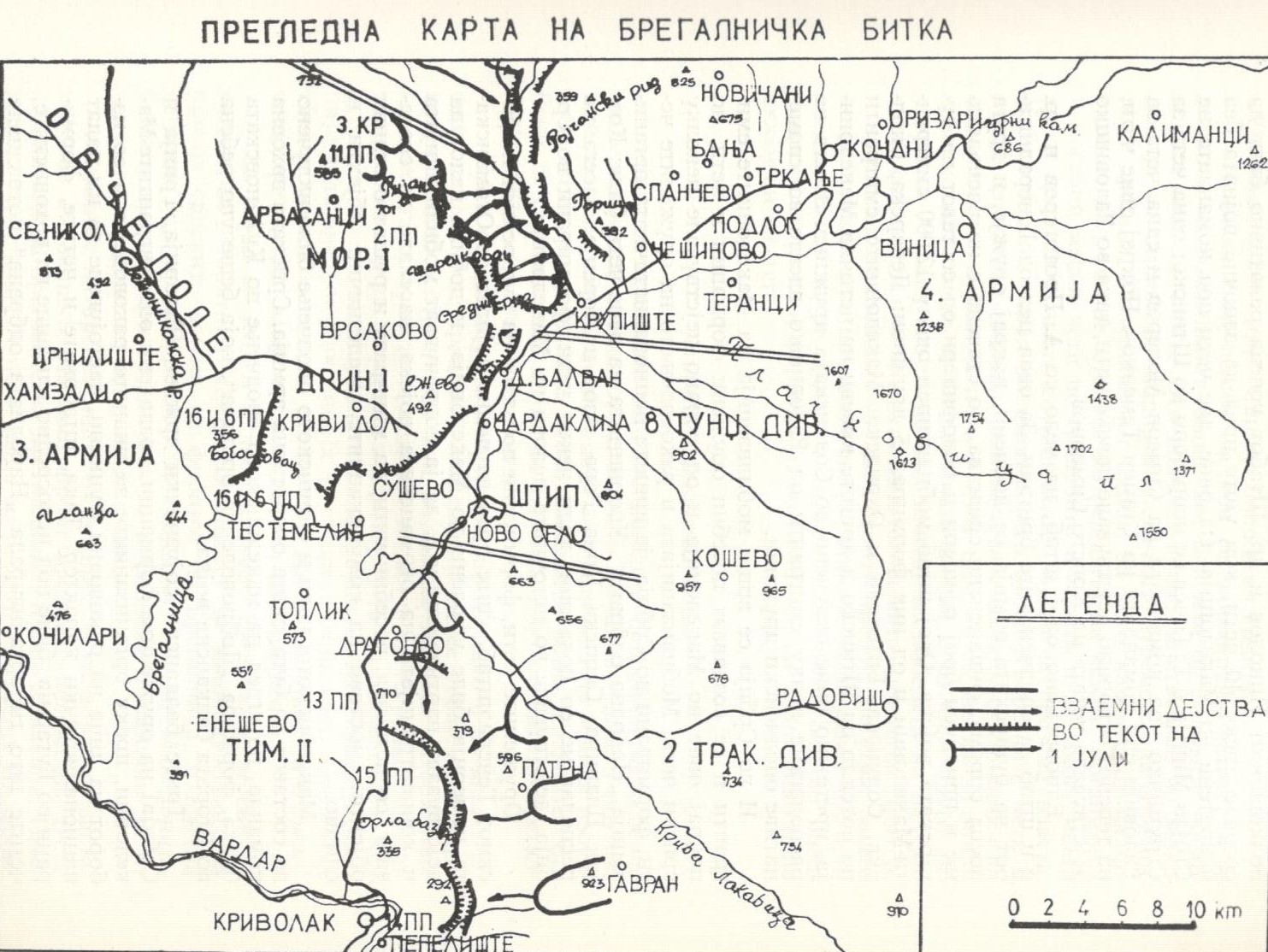
Mapa bitwy nad Bregałnicą

## Przyczyny konfliktu
Na mocy serbsko-bułgarskiej konwencji wojskowej z 13 marca 1912 w czasie I wojny bałkańskiej większość jednostek armii bułgarskiej została skierowana na front tracki, gdzie armia osmańska stawiła największy opór, zaś około 100-tysięczna armia bułgarska wraz z armią serbską działały na obszarze Macedonii. Po zwycięstwach serbskich i greckich na terytorium dzisiejszej Macedonii, większość tego obszaru znalazła się poza kontrolą bułgarską. Niepowodzenia dyplomacji serbskiej, której nie udało się zachować kontroli nad wybrzeżem albańskim skłoniło Serbów do usztywnienia stanowiska w kwestii Macedonii wardarskiej i odrzucenia żądań bułgarskich co do jej podziału. 29 czerwca 1913 jednostki bułgarskie uderzyły na Serbów stacjonujących w Macedonii, rozpoczynając drugą wojnę bałkańską - o podział terytoriów po Imperium osmańskim. 30 czerwca gen. Stilian Kowaczew, dowódca 4 Armii otrzymał rozkaz opanowania terytorium do linii Wełes – Kratowo.

## Siły obu stron
Większość jednostek bułgarskich biorących udział w działaniach nad Bregałnicą należała do 4 Armii (dow. gen. Stilian Kowaczew). W rejonie Koczani koncentrowały się oddziały 4 Presławskiej Dywizji Piechoty i 7 Rilskiej DP.  W okolice Sztip gen. S. Kowaczew skierował jednostki 8 Tundżanskiej DP, zaś na południu w rejonie Strumicy jednostki 2 Trackiej DP i część 7 Rilskiej DP (3 brygada). Siły 4 Armii przekraczały 116 tys. żołnierzy i dysponowały 210 działami. W czasie bitwy 4 Armia otrzymała wsparcie części sił 5 Armii (68 tys. żołnierzy, 118 dział).
Na kierunku ofensywy bułgarskiej znajdowało się pięć dywizji należących do 1 Armii serbskiej (rejon Kriwa Pałanka-Kratowo, dow. gen. Piotr Bojović) i trzy dywizje ze składu 3 Armii serbskiej (rejon Kriwołak – Sztip – Wełes, dowódca gen. Bożidar Janković). Obie armie serbskie liczyły 175 tysięcy żołnierzy, miały wsparcie 241 dział. Po stronie serbskiej walczyły także jednostki czarnogórskie (łącznie 16 tysięcy żołnierzy).

## Przebieg bitwy
Bitwę rozpoczęły jednostki bułgarskiej 4 Armii, atakując na całej szerokości frontu. Żołnierzom 8 DP udało się sforsować Bregałnicę w rejonie Sztipu, zaś działająca na lewej flance 3 Brygada z 7 DP opanowała strategiczną stację kolejową Udowo. Na pozostałych odcinkach frontu jednostki serbskie stawiały zaciekły opór. Wobec krytycznej sytuacji swoich oddziałów, gen. Bożidar Janković sugerował Putnikowi by rozpocząć odwrót, ale głównodowodzący armii serbskiej nie wyraził zgody.
W drugim dniu bitwy rozpoczął się serbski kontratak, w kierunku na Koczani. Dywizja szumadijska zdziesiątkowała dwa pułki bułgarskie w rejonie wsi Drenak, zmuszając Bułgarów do odwrotu. Mniejsze sukcesy odniosły oddziały dywizji morawskiej i dunajskiej działające w rejonie Kriwej Pałanki. W dniach 3–4 lipca serbska dywizja kawalerii i oddziały dywizji szumadijskiej i morawskiej dotarły do wsi Rajczani, zbliżając się na odległość 4 km od Koczani – głównego celu ofensywy. Sukcesy serbskiej 3 Armii spowodowały odsłonięcie jej prawej flanki, w rejonie Kriwolak, stwarzając możliwości kontrnatarcia oddziałom gen. Sawowa.
Uderzenie bułgarskie w rejonie Kriwolak doprowadziło do rozbicia dywizji timockiej (w dniach 3–4 lipca straciła ponad 3500 żołnierzy) i zagroziło okrążeniem sąsiednich jednostek serbskich. Jednak straty atakującej 2 Trackiej DP były na tyle poważne, że tempo ataku uległo wyhamowaniu, dając czas Serbom na przegrupowanie. Dywizje drińska i szumadijska po przegrupowaniu opanowały 5 lipca Pirot i kontynuowały natarcie na Wełes i Kumanowo. Szybkie postępy wojsk serbskich, ale także działania Greków w rejonie Petricza zaprzepaściły szansę na kolejne kontruderzenie, które przygotowywał gen. Stilijan Kowaczew. 9 lipca jednostki bułgarskie wycofały się za rzekę Kamienicę (dopływ Bregałnicy), oddając dywizji czarnogórskiej strategiczne wzgórze Gowedarnik. Odejście jednostek bułgarskich, kierujących się na Carewo Seło doprowadziło do wygaszenia bitwy.

## Konsekwencje bitwy
Mimo tego, że straty obu stron w bitwie były zbliżone (20 tys. Bułgarzy, 16 tys. – Serbowie i Czarnogórcy) to bitwa zakończyła się strategiczną klęską Bułgarów i przejściem do defensywy. W czasie bitwy armia serbska okazała się bardziej mobilna, a głównodowodzący Radomir Putnik potrafił skoncentrować główne siły w rejonie Koczani i osiągnąć przełomowy sukces w bitwie, choć nie udało mu się całkowicie zniszczyć bułgarskiej 4 armii. Dowództwo bułgarskie nie potrafiło na czas skierować na pole bitwy oddziałów 5 Armii gen. Toszewa, co mogło przeważyć szalę bitwy na korzyść Bułgarów.